# Tinoc
Tinoc (Bayan ng Tinoc) är en kommun i Filippinerna. Kommunen ligger på ön Luzon, och tillhör provinsen Ifugao. Folkmängden uppgår till 9 783 invånare.
Tinoc är indelat i 12 barangayer.